# Taller Baqué
El taller Baqué és un edifici industrial situat al carrer de Pallars, 162 al Poblenou de Barcelona, catalogat com a bé amb elements d'interès (categoria C).

## Història
Tot i que es desconeixen la data de construcció i l'autoria, se sap que ja és anterior al 1924. Durant molt anys va ser el taller de construcció de màquines i puntes de París de l'enginyer industrial Enric Baqué i Berbens.

## Descripció
Es tracta d'una nau industrial d'estil modernista, que combina materials com el maó vist, l'estuc planxat al foc i la pedra carreuada. La façana està presidida per un gran arc carpanell que inclou la porta i les finestres que l'envolten. El coronament té un acroteri de perfil mixtilini.